# Кепман Август Юрійович
Август Юрійович Кепман (14 липня 1896, село Мустапалі волості Вільянді, тепер повіту Вільяндімаа, Естонія — ?) — радянський естонський діяч, селянин, голова виконкому волості Вийсіку Вільяндського повіту Естонської РСР. Депутат Верховної Ради СРСР 2-го скликання.

## Життєпис
Народився в бідній селянській родині. У 1898 році родина переїхала до волості Вийсіку Вільяндського повіту, де батько орендував хутір. У 1911 році Август Кепман закінчив початкову школу. З дитячих років працював у батьківському господарстві. Потім навчався на слюсаря у місті Вільянді.
З 1914 по жовтень 1917 року служив в російській імператорській армії, учасник Першої світової війни. Наприкінці 1917 року повернувся до волості Вийсіку, де організовував Червону гвардію, брав участь у створенні волосної ради. У лютому 1918 року, після окупації волості німецькими військами, був заарештований. Сидів у в'язниці Вільянді, потім був відправлений до табору військовополонених Халемерштейн у Німеччині. Цілий рік був вимушений працювати в маєтках німецьких поміщиків.
Потім повернувся до Естонії. Проживав у містечку Рийка, працював найманим робітником на польових і лісових роботах.
Активно підтримував окупацію Естонії радянськими військами влітку 1940 року, брав участь у становленні радянських і профспілкових органів влади у волості Вийсіку. До лютого 1941 року був головою профспілки сільськогосподарських робітників волості. З 15 лютого по серпень 1941 року — голова виконавчого комітету волосної ради Вийсіку Вільяндського повіту Естонської РСР.
На початку німецько-радянської війни служив у радянському винищувальному батальйоні, був важко поранений у боях біля міста Тарту. Кепмана евакуювала в східні райони СРСР, шість місяців лікувався в госпіталі. Після одужання керував будівництвом цементного заводу в Красноярську, був завідувачем підсобного господарства Красноярського цементного заводу.
Восени 1944 року повернувся до Естонської РСР. До 1945 року працював інспектором політпросвітроботи у волості Вийсіку.
З травня 1945 року — голова виконавчого комітету волосної ради Вийсіку (нині в складі волості Пильтсамаа) Вільяндського повіту Естонської РСР, безпартійний.
Подальша доля невідома.

## Нагороди
- медалі